# Tetraena cylindrifolia
Tetraena cylindrifolia är en pockenholtsväxtart som först beskrevs av Schinz, och fick sitt nu gällande namn av Beier & Thulin. Tetraena cylindrifolia ingår i släktet Tetraena och familjen pockenholtsväxter. Inga underarter finns listade i Catalogue of Life.